# Kasten Hoff

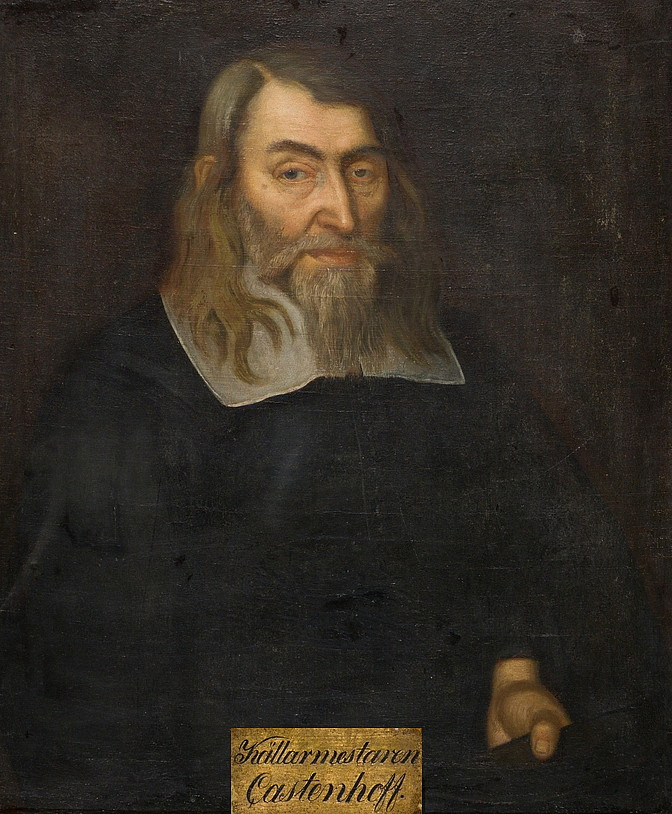
Castenhoff, källarmästare.

Kasten Hoff (även Casten Hoff eller Castenhoff) född omkring 1600, död 17 juni 1668, var en svensk vinskänk och källarmästare, verksam i Stockholm. Han grundade det efter honom uppkallade Kastenhof.

## Biografi
Kasten Hoff blev borgare i Stockholm 1626 och var sedan från och med 1628 och några år framåt en av stadens medborgare som drev ett härbärge. Sin bana som vinskänk och källarmästare började han på gårköket Stiernan på Österlånggatan i Gamla stan. Stället hörde till åtta utvalda ”officiella” värdshus i staden med rätten att köpa och sälja utländska viner och öl för privat konsumtion. Stiernan hade Kasten Hoff ärvt genom sin hustru, Karin Nilsdotter, vilka han gifte sig med 1626. Hennes far, Nils Becker, var sannolikt den Nils Bäckertz, som på 1620-talet omtalades som källarmästare i södra delen av Gamla stan. 
År 1644 listades Kasten Hoff som en av stadens 34 officiella vinskänkar. Han skulle sedermera bli den första innehavaren av en privilegierad stadskällare i den nya kämnärsstugan på Norrmalm, vid Malmtorget (nuvarande Gustaf Adolfs torg). 1650 erhöll han av Drottning Christina privilegium ”att der hålla ett skänkeri af fremmande drycker”. Hans verksamhet blev mycket populär och så småningom uppkallades hela byggnaden efter honom: Kastenhof. 
Han avled den 17 juni 1668 och begrovs i Storkyrkan. Vid sin död efterlämnade han en förmögenhet bestående av bland annat fastigheten vid Österlånggatan (där Stiernan låg), en gård med trädgård och en mindre gård med två sjöbodar båda på Kungsholmen, samt en andel i ett tegelbruk. Hans son, Fredrik Hoff, var också vinskänk och drev ett utvärdshus på nuvarande Östermalm som skulle ge namn åt Fredrikshovsgatan. Hans dotterson var ämbetsmannen Casten Feif som under en tid ägde det så kallade Alardiska huset i kvarteret Proserpina i Gamla stan. 
Byggnaden Kastenhof efterträddes 1857 av Hotell Rydberg som i sin tur revs 1914 för att ge plats åt Skandinaviska Bankens palats.